# Marcelcave
Marcelcave – miejscowość i gmina we Francji, w regionie Hauts-de-France, w departamencie Somma.
Według danych na rok 1990 gminę zamieszkiwały 893 osoby, a gęstość zaludnienia wynosiła 71 osób/km² (wśród 2293 gmin Pikardii Marcelcave plasuje się na 320. miejscu pod względem liczby ludności, natomiast pod względem powierzchni na miejscu 296.).